# Бену Јилдиримлар
Бену Јилдиримлар (тур. Bennu Yildirimlar; Истанбул, Турска, 22. новембар 1969) је турска глумица. Поред улога у филмовима и серијама, глумила је и у бројним позоришним представама у театру Sehir у Истанбулу.

## Биографија
Рођена је 1969. године у Истанбулу у породици критских и македонских досељеника. Завршила је средњу женску школу Еренкои. Студирала је две године на Одсеку за позориште Државног конзерваторијума Универзитета у Истанбулу и на одсеку за старогрчки језик и књижевност. Дипломирала је јуна 1990. године.

## Занимљивости
Поред рада на филму и ТВ, Бену глуми и у позоришту. Учествовала је у турским позоришним адаптацијама Генерална проба самоубиства и Живот у тесним ципелама Душана Ковачевића.

## Филмографија
| Улоге      |                     |               |              |              |
| Година     | Српски назив        | Изворни назив | Улога        | Напомена     |
| 2006—2010. | Кад лишће пада      |               | Фикрет Текин | главна улога |
| 2011—2014. | Домаћице са Босфора |               | Нермин       | главна улога |
| 2017—2020. | Жена                |               | Хатиџе       | главна улога |
| 2023.      | Опроштајно писмо    |               | Сехер Карли  | главна улога |